# Studio (киностудия)
Творческое объединение «Студио» (пол. Zespół Filmowy „Studio”) — польская киностудия, существовавшая с 1955 по 1968 год.

## История
Киностудия создана 1 мая 1955 года, ликвидирована 30 апреля 1968 года. Художественным руководителем был Александр Форд. Литературными руководителями объединения были: Роман Братный (1955—1960), Генрик Хуберт (1960—1965), Тадеуш Карповский (1965—1968).

## Известные фильмы киностудии «Студио»
- 1956 — Обломки корабля / Wraki
- 1958 — История одного истребителя / Historia jednego myśliwca
- 1958 — База мёртвых людей / Baza ludzi umarłych
- 1958 — Восьмой день недели / Ósmy dzień tygodnia
- 1960 — Крестоносцы / Krzyżacy
- 1960 — Счастливчик Антони / Szczęściarz Antoni
- 1961 — Безмолвные следы / Milczące ślady
- 1962 — Мой старина / Mój stary
- 1963 — Час пунцовой розы / Godzina pąsowej róży
- 1963 — Девушка из банка / Zbrodniarz i panna
- 1963 — Кодовое название «Нектар» / Kryptonim Nektar
- 1964 — Первый день свободы / Pierwszy dzień wolności
- 1965 — Слово имеет прокурор / Głos ma prokurator
- 1965 — Один в городе / Sam pośród miasta
- 1965 — Всегда в воскресенье / Zawsze w niedzielę
- 1965 — Ленин в Польше / Lenin w Polsce
- 1965 — Нелюбимая / Niekochana
- 1966 — Давай любить сиренки / Kochajmy syrenki
- 1967 — Где третий король? / Gdzie jest trzeci król?
- 1967 — Матримониальный справочник / Poradnik matrymonialny
- 1968 — Я выиграл! / Ja gorę!
- 1968 — Вынужденная прогулка / Weekend z dziewczyną
- 1968 — Плечом к плечу (Направление — Берлин) / Kierunek Berlin
- 1969 — Человек с ордером на квартиру / Człowiek z M-3
- 1969 — Последние дни / Ostatnie dni